# Prokopov
Prokopov (en allemand : Prokopsdorf) est une commune du district de Znojmo, dans la région de Moravie-du-Sud, en République tchèque. Sa population s'élevait à 88 habitants en 2020.

## Géographie
Prokopov se trouve à 9 km au sud-est de Moravské Budějovice, à 20 km au nord-ouest de Znojmo, à 57 km à l'ouest-sud-ouest de Brno et à 160 km au sud-est de Prague.
La commune est limitée par Hostim au nord, par Jiřice u Moravských Budějovic à l'est, par Boskovštejn et Grešlové Mýto au sud, et par Blížkovice à l'ouest.

## Histoire
La première mention écrite de la localité date de 1789.